# Jean Delay (psychiatre, écrivain)
Pour les articles homonymes, voir Jean Delay et Delay.
Jean Delay, né le 14 novembre 1907 à Bayonne et mort le 29 mai 1987 à Paris, est un psychiatre, neurologue et écrivain français.

## Biographie
Fils de Maurice Delay, chirurgien et maire de Bayonne, neveu de Jean Delay, archevêque de Marseille, Jean Delay étudie la médecine à Paris. Reçu interne des hôpitaux à 20 ans et, marqué par l’enseignement de Pierre Janet et de Georges Dumas, il s’oriente vers la psychiatrie. Il se spécialise également en neurologie à la Salpêtrière. Il consacre sa thèse de doctorat aux astéréognosies en 1935.
Il entreprend ensuite des études de philosophie à la Sorbonne et soutient en 1942 une thèse de lettres sur les maladies de la mémoire. Il faut noter qu'il a examiné Rudolf Hess durant le procès de Nuremberg, il a alors relevé une « amnésie hystérique ».
Il reçoit enfin une formation en psychiatrie clinique auprès d'Henri Ey au Centre hospitalier Sainte-Anne. C’est dans cet établissement qu’il devient titulaire de la chaire de la clinique des maladies mentales en 1946. Il y poursuit de nombreuses études cliniques et psychopharmacologiques, en particulier sur la chlorpromazine, chef de file des futurs neuroleptiques, dont il étudie les effets sédatifs sur les états d’agitation dès 1952 avec J. M. Harl et P. Deniker. Considérant ce médicament d’abord comme un « ganglio-plégique » aux Journées thérapeutiques de Paris, il en fait ensuite un psychotrope à action centrale, qu’il appellera d’abord « neuroplégique », puis finalement « neuroleptique ».
En 1957, il a élaboré avec son assistant Pierre Deniker une classification des substances psychotropes qui sera validée par le congrès mondial de psychiatrie en 1961. Cette classification distingue les substances psychotropes - des médicaments et aussi des drogues - en fonction de leur activité sur le système nerveux central.

### Psychanalyse
Il a été analysé par Édouard Pichon mais après cela il ne s'est guère montré favorable aux thèses de la psychanalyse.

## Œuvres littéraires
Brillant écrivain, il est élu à l’Académie française en 1959 et laisse des études biographiques remarquables sur la Jeunesse d’André Gide (1956-1957) et sur ses ancêtres maternels dans les quatre volumes de Avant-Mémoire (1979-1986). Son essai Psychiatrie et psychologie de L'Immoraliste lui a valu le Grand Prix de la critique. Il a rédigé une pertinente et longue préface — en réalité une profonde analyse psychologique — au dernier roman de Henry de Montherlant : Un Assassin est mon maître qui traite du cas psychiatrique d'Exupère, son anti-héros (43 pages in La Pléiade, Montherlant, romans II).

## Postérité
La totalité des archives de Jean Delay, de ses manuscrits, de correspondances reçues et adressées, de ses livres et publications, de livres dédicacés par ses amis, de documents personnels, d'archives de presse et d'archives photographiques est conservé à la Bibliothèque littéraire Jacques Doucet à la donation de Claude Delay et Florence Delay.

## Entourage
Jean Delay est le père de Florence Delay, de l'Académie française, et de Claude Delay, romancière et psychanalyste.

## Distinctions
- Commandeur de la Légion d'honneur
- Grand officier de l'ordre national du Mérite
- Commandeur de l'ordre des Arts et des Lettres
- Commandeur de l'ordre de la Santé publique (1956)[4]
- Élu à l'Académie française en 1959, succédant à Georges Lecomte au fauteuil no 17[2].

## Ouvrages
- Les Ondes cérébrales et la psychologie, Presses universitaires de France (PUF), 1942
- Les Dissolutions de la mémoire, Préface de Pierre Janet, Presses universitaires de France, 1942
- La Cité grise, roman, Flammarion, 1946
- les Dérèglements de l'humeur, Presses universitaires de France (PUF), 1946
- Les Reposantes, roman, (sous le pseudonyme de Jean Faurel), Gallimard, 1947
- Hommes sans nom, nouvelles, Gallimard, 1948
- Études de psychologie médicale, Presses universitaires de France, 1953
- La Jeunesse d’André Gide, Gallimard, 1956-1957
- (avec Pierre Deniker) Méthodes chimiothérapiques en psychiatrie. Les nouveaux médicaments psychotropes. Paris, Masson, 1961 ; 496 p.
- L’Électricité cérébrale, Presses universitaires de France, 1973
- Avant Mémoire, Gallimard, 1979, 4e prix Fondation Pierre-Lafue 1980
- L’Écarté de la grille, récit, Gallimard, 1988